# Leitung (Nachrichtennetz)
Mit Leitung (englisch line, trunk) wird in einem Nachrichtennetz ein Übertragungsweg bezeichnet, über den eine Nachrichtenverbindung geschaltet werden kann. 
Die nähere Bezeichnung der Leitung wird gewöhnlich über einen Zusatz erreicht, beispielsweise:
- Teilnehmeranschlussleitung bzw. Telefonleitung (gleichbedeutend)
- Seekabel.

Ein Leitungsbündel (englisch trunk group) ist eine Gruppe von Leitungen, die gemeinsam dem Verkehr in eine bestimmte Richtung dienen, und in der Regel Vermittlungsstellen verbinden. Einzelne Leitungen innerhalb von Leitungsbündeln werden über eine Koppeleinrichtung der Vermittlungsstelle verschaltet.